# عبادت ارتفاع
عبادت ارتفاع یک گروه موسیقی عبادی معاصر از کلیسای ارتفاع در شارلوت، کارولینای شمالی است. این گروه عبادت را در مراسم کلیسای آخر هفته در کلیسای ارتفاع، و همچنین اجرای کنسرت و تور در سراسر ایالات متحده رهبری می کند. این گروه بیش از 2.5 میلیون آلبوم در ایالات متحده فروخته است.